# Golf tại Đại hội Thể thao Đông Nam Á 2023
Golf là một trong những môn thể thao được tranh tài tại Đại hội Thể thao Đông Nam Á 2023 ở Campuchia. Bộ môn Golf tại kỳ SEA Games 32 lần này sẽ diễn ra từ ngày 08 tới ngày 13 tháng 5 năm 2023.
Thi đấu Golf gồm 04 nội dung: 2 cho nam và 2 cho nữ gồm: Cá nhân nam, cá nhân nữ, đồng đội nam, đồng đội nữ 

## Chương trình thi đấu
| Ngày  | Giờ      | Nội dung                                                                                        |
| ----- | -------- | ----------------------------------------------------------------------------------------------- |
| 08/05 | 7h - 13h | Vòng 1 nội dung đơn nam, nữ                                                                     |
| 09/05 | 7h - 13h | Vòng 2 nội dung đơn nam, nữ                                                                     |
| 10/05 | 7h - 13h | Vòng chung kết nội dung đơn nam, nữ                                                             |
| 11/05 | 7h - 13h | Vòng Tứ kết nội dung đồng đội nam, nữ                                                           |
| 17/05 | 7h - 13h | Vòng Bán kết nội dung đồng đội nam, nữ                                                          |
| 18/05 | 7h - 13h | Tranh Huy chương Đồng nội dung đồng đội nam, nữ Tranh Huy chương Vàng nội dung đồng đội nam, nữ |

## Bảng huy chương
| Hạng               | Đoàn               | Vàng | Bạc | Đồng | Tổng số |
| ------------------ | ------------------ | ---- | --- | ---- | ------- |
| 1                  | Thái Lan           | 2    | 1   | 0    | 3       |
| 2                  | Malaysia           | 1    | 1   | 2    | 4       |
| 3                  | Việt Nam           | 1    | 1   | 1    | 3       |
| 4                  | Indonesia          | 0    | 1   | 1    | 2       |
| Tổng số (4 đơn vị) | Tổng số (4 đơn vị) | 4    | 4   | 4    | 12      |

## Bảng tổng sắp huy chương
| Đơn nam      | Lê Khánh Hưng · Việt Nam                                                 | Malcolm Ting Siong Hung · Malaysia                   | Nguyễn Anh Minh · Việt Nam                                                                |  |  |  |
| Đồng đội nam | Thái Lan · Jiradech Chaowarat · Arsit Areephun · Ratchanon Chantananuwat | Việt Nam · Lê Khánh Hưng · Nguyễn Anh Minh · Đoàn Uy | Indonesia · Amadeus Christian Susanto · Randy Arbenata Moh. Bintang · Rayhan Abdul Latief |  |  |  |
|              |                                                                          |                                                      |                                                                                           |  |  |  |
| Đơn nữ       | Ng Jing Xuen · Malaysia                                                  | Eila Galitsky · Thái Lan                             | Foong Zi Yu · Malaysia                                                                    |  |  |  |
| Đồng đội nữ  | Thái Lan · Navaporn Soontreeyapas · Eila Galitsky                        | Indonesia · Elaine Widjaja · Holly Victoria Halim    | Malaysia · Foong Zi Yu · Geraldine Wong Xiao Xuan                                         |  |  |  |